# THE CAT HEARTS
THE CAT HEARTSは、奈良を中心として活動しているパンク・ロックソロシンガー。

## 来歴
1994年8月25日、奈良県で生まれる。奈良育英中学校・奈良育英高等学校を卒業後、龍谷大学法学部へ進学。「奈良のご当地アイドル Le Siana（ルシャナ）」のオーディションを受け合格。Le Siana在籍時には1期生として奈良でのイベントや大阪でのライブ活動に尽力し、アメリカ合衆国ワシントンD.C.全米桜祭り、フィラデルフィア桜祭に選抜メンバーとして参加。その他、奈良テレビ「ゆうドキッ!」、NHK奈良「ならナビ」、さらには、関西テレビ「ラッキートリッパー」、読売テレビ「ten!」にも出演。
Le Siana卒業後の2014年からはフリーで奈良のご当地のら猫アイドル「ゆぃのら」として活動。ゆぃのらとしては平城京天平祭、奈良食祭など奈良で開催される大きなイベントに参加。主にミュージカル・ディズニー・昭和歌謡・アニメソング・演歌など幅広いジャンルの楽曲を歌っている。オリジナルソングは「夜半の月のように」「浅葱の背を追いかけて」など2019年現在全8曲。歌活動だけではなく、舞台活動やナレーション、女優などとしても幅広く活躍している。また、奈良では「奈良ご当地戦隊ヒーローナライガー」（明新社）のMCのお姉さんを務めている。
ソロ活動では歌をメインに活動。今井雅之主演の映画「winds of god」の主題歌である「青空」よりTHE BLUE HEARTSを知り衝撃を受ける。真島昌利のギターに憧れギターを始め、ライブでは真島昌利が愛用しているバンダナを真似してつけている。ギターはGretschのホワイトファルコン、ブライアンメイが愛用しているレッドスペシャル。ホワイトファルコンを選んだのも、真島昌利がラブレターのPVにてホワイトファルコンを使用していたからである。それ以降、パンクロックに関心を寄せるようになりロックにも興味を持つようになる。
2017年12月に東京に上京し、2018年12月よりパンク・ロックシンガー「THE CAT HEARTS」として活動。舌を出した猫のロゴを用いている。ギターとピアノで主に「THE BLUE HEARTS」「セックス・ピストルズ」「QUEEN」のカバーをしている。

## 特徴

### にゃん選組
「浅葱の背を追いかけて」というオリジナル小説（未公開・未出版）をもとに、ライブなどで「にゃん選組」として活動している。
武士より武士らしい武士、自らの志を命を賭して貫いたその生き方に憧れ、新選組を好きになる。尊敬している人は土方歳三。

### 猫との関係
愛猫家である。猫耳・猫尻尾が基本スタイルとし、猫と人間のハーフとして「のら」という名前で活動している。「のら」という名前の由来は野良猫・野良犬の「野良」からきており、野良という言葉が日本からなくなるように願ってつけられた名前である。語尾に「～にゃのら」とつける独特の"のら語"を話す。自らがデザインし作成している衣装はいつも和洋折衷で独特である。奈良の実家には猫が4匹「大福」「空」「アンドリュー」「ブン太」、モモンガ1匹「ユーク」、イモリが2匹「タッタカ」「ラッタカ」がいる。私生活では野良猫保護活動のチラシ配りなどにも参加している。
のら拶　⇒　手を内巻きにぐるぐる回し「Nyappy」でハイタッチをする、のら特有の挨拶。

## 影響を受けたアーティスト
- THE BLUE HEARTS
- Sex Pistols
- QUEEN

## 人物・エピソード
- ビー玉を集めるのが趣味で、持っているビー玉を部屋にばらまいてその中で寝るのが好き。
- 夏の夕方のアスファルトは気持ち良いと、実家の玄関前の道路で寝転がっている。
- 床に寝転がることが多く、考え事をしている時や歌詞を書いている時は基本床にころがっている。
- 基本動物と仲が良く、鳩やカラスとはすぐに仲良くなれる。
- 新選組のことを語っていると途中で感極まって泣き出す。
- 好きな食べものは肉と寿司。それを合わせた肉寿司は大好物。豚骨ラーメンも好き。
- 料理が好きで、一人暮らしを始めてからは自炊をしている。得意料理はライスコロッケ。
- ディズニーは人生の教科書らしく、初めて見た映画はディズニーの「ヘラクレス」。小さい頃は一年に1回は必ずディズニーへ通っていた。
- 着ている新選組の羽織りの家紋は沖田総司と同じ「丸に糸輪木瓜」である。
- 幼稚園の頃の将来の夢はセーラームーンだった。
- 私服はパンクな私服が多く、レザージャケットや南京錠のネックレスを好んでいる。
- 愛読書は新渡戸稲造の「葉隠」。新選組への愛は強く、新選組局長近藤勇が四代目を務めた天然理心流に入門、日野新選組同好会にも参加している。
- 尊敬している人は土方歳三。

### 趣味
FPS(ファーストパーソン・シューティングゲーム)「Calld of Duty : Black Ops3」PCゲーム「League of Legends」等ゲームが好き。
初めて好きになったアニメは機動戦士ガンダムSEED DESTINY。「機動戦士ガンダムSEED DESTINY 連合 VS. Z.A.F.T.II」のキャラクターアウル・ニーダに一目惚れしたことがきっかけ。好きなガンダムはアビスガンダム。機動戦士ガンダムWのウィングガンダムである。